# Maratona aquática no Campeonato Mundial de Esportes Aquáticos de 2015 - 5 km feminino
Os 5 km da Maratona Aquática feminina é evento do Campeonato Mundial de Esportes Aquáticos de 2015 que foi realizada as 10:00 horas (horário local) do dia 25 de julho de 2015 na cidade de Cazã, na Rússia. 

## Medalhistas
| Ouro                 | Prata                   | Bronze              |
| Haley Anderson (USA) | Kalliopi Araouzou (GRE) | Finnia Wunram (GER) |

## Resultados
| Pos.              | Nadadora              | Nacionalidade  | Tempo     |
| ----------------- | --------------------- | -------------- | --------- |
| Medalha de ouro   | Haley Anderson        | Estados Unidos | 58:48.4   |
| Medalha de prata  | Kalliopi Araouzou     | Grécia         | 58:49.8   |
| Medalha de bronze | Finnia Wunram         | Alemanha       | 58:51.0   |
| 4                 | Sharon van Rouwendaal | Países Baixos  | 58:55.5   |
| 5                 | Jessica Walker        | Austrália      | 59:09.9   |
| 6                 | Ashley Twichell       | Estados Unidos | 59:10.0   |
| 7                 | Melissa Gorman        | Austrália      | 59:12.7   |
| 8                 | Anastasiia Krapivina  | Rússia         | 59:12.7   |
| 9                 | Arianna Bridi         | Itália         | 59:12.9   |
| 10                | Erika Villaécija      | Espanha        | 59:15.0   |
| 11                | Martina Grimaldi      | Itália         | 59:16.0   |
| 12                | Éva Risztov           | Hungria        | 59:16.1   |
| 13                | Anna Olasz            | Hungria        | 59:16.5   |
| 14                | Anastasiia Azarova    | Rússia         | 59:19.8   |
| 15                | Betina Lorscheitter   | Brasil         | 59:57.8   |
| 16                | Špela Perše           | Eslovênia      | 59:59.7   |
| 17                | Carolina Bilich       | Brasil         | 1:00:07.2 |
| 18                | Alena Benešová        | Chéquia        | 1:00:50.3 |
| 19                | Samantha Harding      | Canadá         | 1:00:50.3 |
| 20                | Fang Yanqiao          | China          | 1:00:51.7 |
| 21                | Heidi Gan             | Malásia        | 1:00:52.1 |
| 22                | Jade Dusablon         | Canadá         | 1:00:52.7 |
| 23                | Alice Dearing         | Reino Unido    | 1:00:53.3 |
| 24                | María Vilas           | Espanha        | 1:00:53.6 |
| 25                | Nataly Caldas         | Equador        | 1:01:10.2 |
| 26                | Niu Xiaoxiao          | China          | 1:03:50.4 |
| 27                | Carmen Le Roux        | África do Sul  | 1:04:06.3 |
| 28                | Mayte Cano            | México         | 1:04:25.7 |
| 29                | Melissa Villaseñor    | México         | 1:04:40.3 |
| 30                | Ellen Olsson          | Suécia         | 1:04:47.1 |
| 31                | Fatima Flores         | El Salvador    | 1:04:49.4 |
| 32                | Clarice Le Roux       | África do Sul  | 1:05:50.8 |
| 33                | Toscano Cindy         | Guatemala      | 1:06:19.2 |
| 34                | Lok Hoi Man           | Hong Kong      | 1:09:10.0 |
| 35                | Kwok Cho Yiu          | Hong Kong      | 1:09:18.7 |
| 36                | Angelica Astorga      | Costa Rica     | 1:09:19.7 |
| 37                | Mariya Ivanova        | Cazaquistão    | 1:09:22.8 |
| 38                | Alondra Castillo      | Bolívia        | 1:10:27.4 |
| 39                | Karla Šitić           | Croácia        | DNS       |
| 39                | Raina Ramdhani        | Indonésia      | DNS       |
| 39                | Julia Arino           | Argentina      | DNS       |

Legenda
| Recorde mundial       | Recorde mundial (World record)               |                       | Recorde africano                      | Recorde africano (African) |                                           | Q | Classificado por posição (Qualified) |
| Recorde do campeonato | Recorde do campeonato (Championship record)  | Recorde da América    | Recorde da América (Americas)         | q                          | Classificado por melhor tempo (Qualified) |   |                                      |
| Melhor marca do ano   | Melhor marca do ano (World leading)          | Recorde asiático      | Recorde asiático (Asian)              | DNS                        | Não largou (Did not start)                |   |                                      |
| Recorde nacional      | Recorde nacional (National record)           | Recorde europeu       | Recorde europeu (European)            | DNF                        | Não terminou (Did not finish)             |   |                                      |
| Recorde pessoal       | Recorde pessoal do atleta (Personal best)    | Recorde da Oceania    | Recorde da Oceania (Oceania)          | DSQ / DQ                   | Desclassificado (Disqualified)            |   |                                      |
| Recorde da temporada  | Recorde da temporada do atleta (Season best) | Recorde sul-americano | Recorde sul-americano (South America) | NM                         | Sem marca (No mark)                       |   |                                      |